# Oparówka
Oparówka – wieś w Polsce położona w województwie podkarpackim, w powiecie strzyżowskim, w gminie Wiśniowa.
| SIMC    | Nazwa       | Rodzaj    |
| ------- | ----------- | --------- |
| 0667282 | Dół         | część wsi |
| 0667299 | Koło Cerkwi | część wsi |
| 0667307 | Leszczyny   | część wsi |
| 0667313 | Pod Lasem   | część wsi |

Była wsią klasztoru cystersów koprzywnickich w województwie sandomierskim w ostatniej ćwierci XVI wieku. W latach 1975–1998 miejscowość administracyjnie należała do województwa rzeszowskiego.
Do lat 40. XX wieku była to wieś zamieszkana głównie przez ludność rusińską, tzw. Zamieszańców. Znajduje się tam dawna parafialna cerkiew greckokatolicka pw. Narodzenia NMP.
Pod koniec 1944 wysiedleniem do ZSRR objętych zostało 430 mieszkańców Oparówki, na których miejsce Polski Komitet Wyzwolenia Narodowego sprowadził ekspatriantów z terenów włączonych do ZSRR. W wyniku akcji Wisła 69 mieszkańców zostało zmuszonych do przeniesienia się na Ziemie Zachodnie, a we wsi pozostało 217 osób.